# 神戸コンベンションコンプレックス
神戸コンベンションコンプレックス（こうべコンベンションコンプレックス、英語: Kobe Convention Complex）は、兵庫県神戸市中央区のポートアイランドにある複数の会議・展示施設を含めた国内最大のコンベンションゾーンの総称。1981年にオープンした。　
ホール、展示場、ホテル、会議場群で構成され、あらゆる種類の会議・レセプションに対応している。

## 概要
1981年（昭和56年）に開催した神戸ポートアイランド博覧会を契機として、神戸のコンベンション施設の中核エリアとして建設・整備された。翌年1982年（昭和57年）には神戸市コンベンション推進本部を設置し、国内初のコンベンション都市づくりが行われた。国内では類例の少ない、会議場、展示場、ホテルが一体となったオールインワン型のコンベンションゾーンである。
市民広場（コンベンションセンター）駅を中心に、コンベンション西エリアとコンベンション東エリアに分かれる。各施設は屋根付き回廊で結ばれている。また、国内で最も空港に近く、市街地三宮や神戸ポートターミナル等にも近く、神戸医療産業都市も徒歩圏内であることから、アクセスの良い利便性の高いエリアに立地している。

## 施設

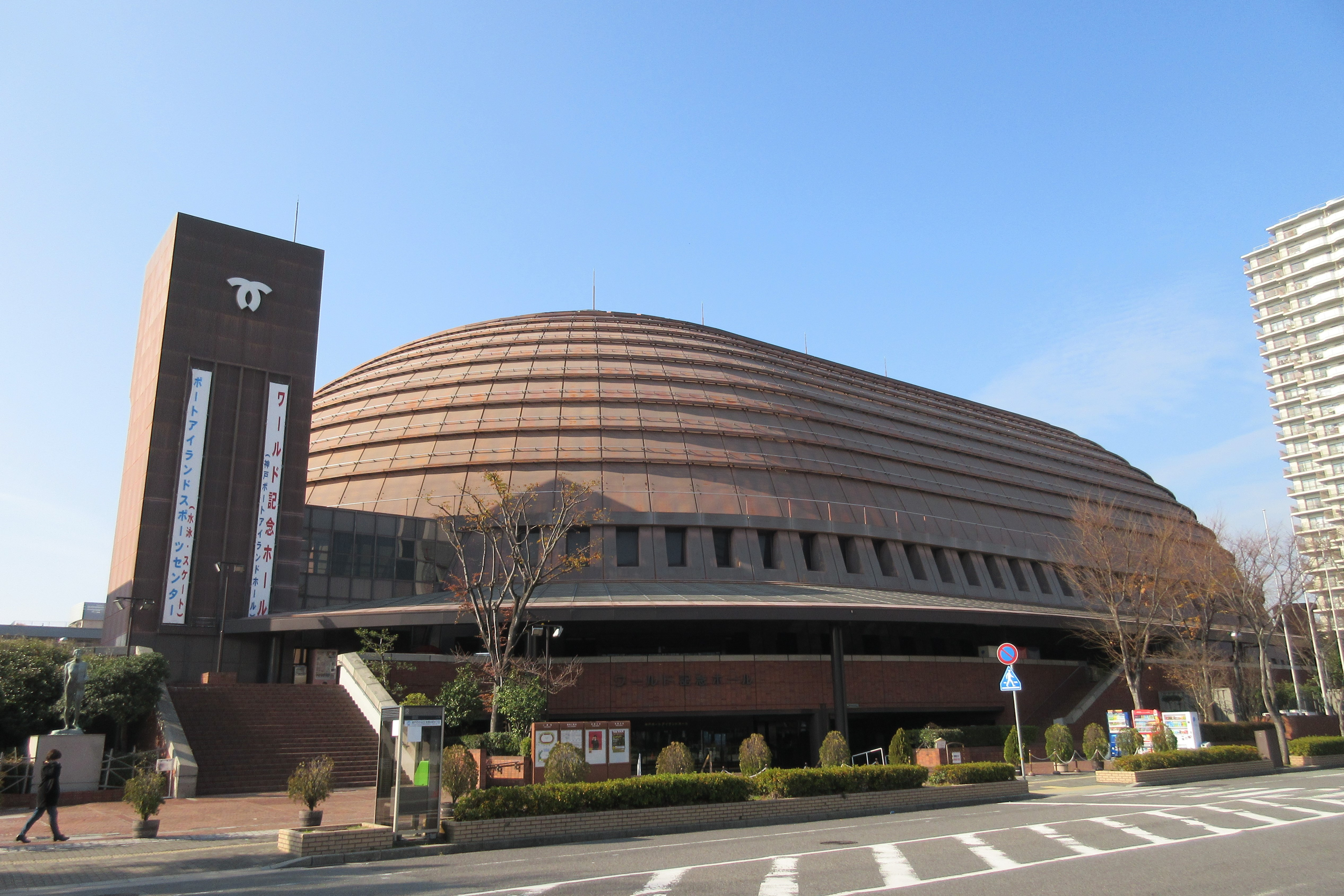
ワールド記念ホール

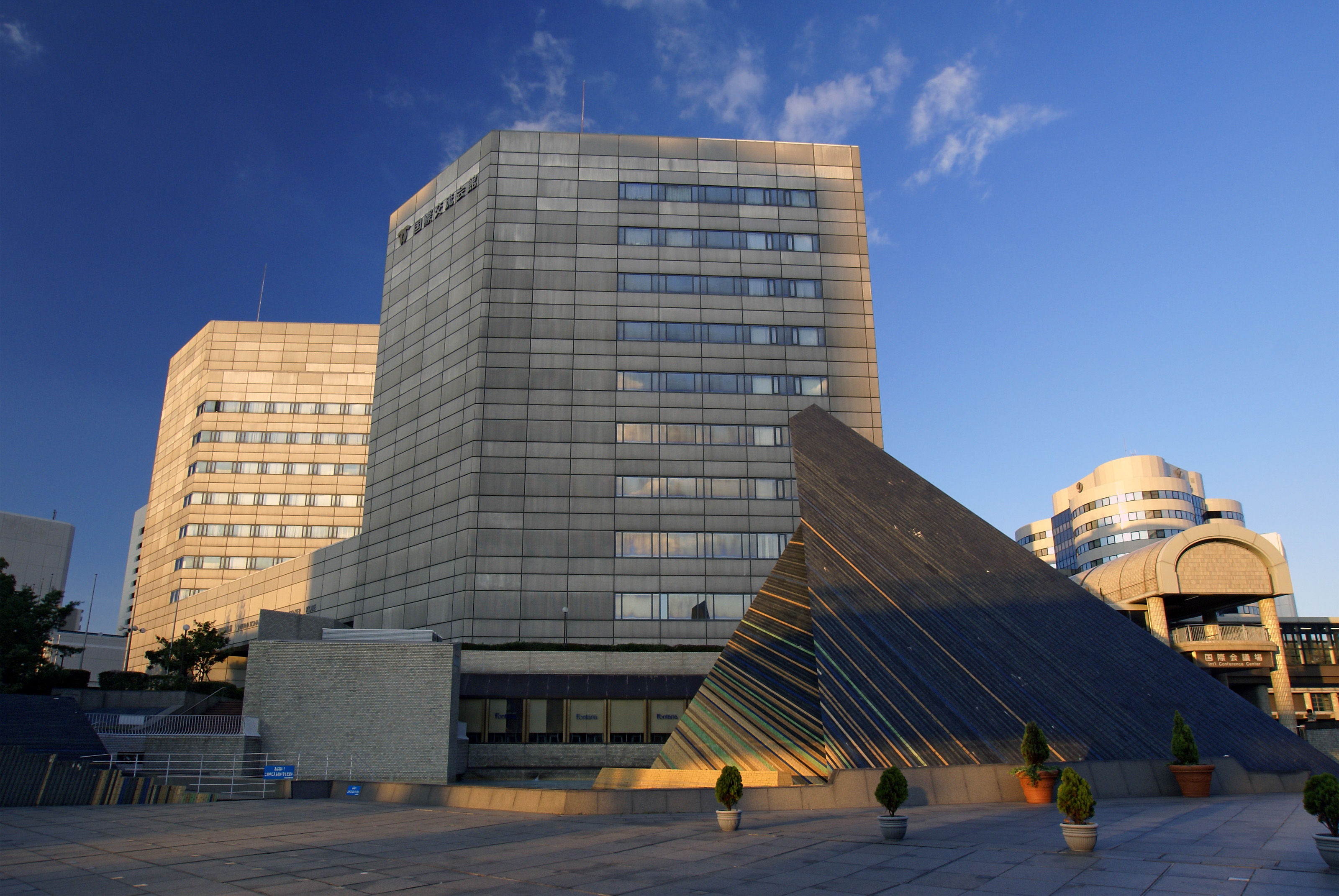
神戸国際会議場

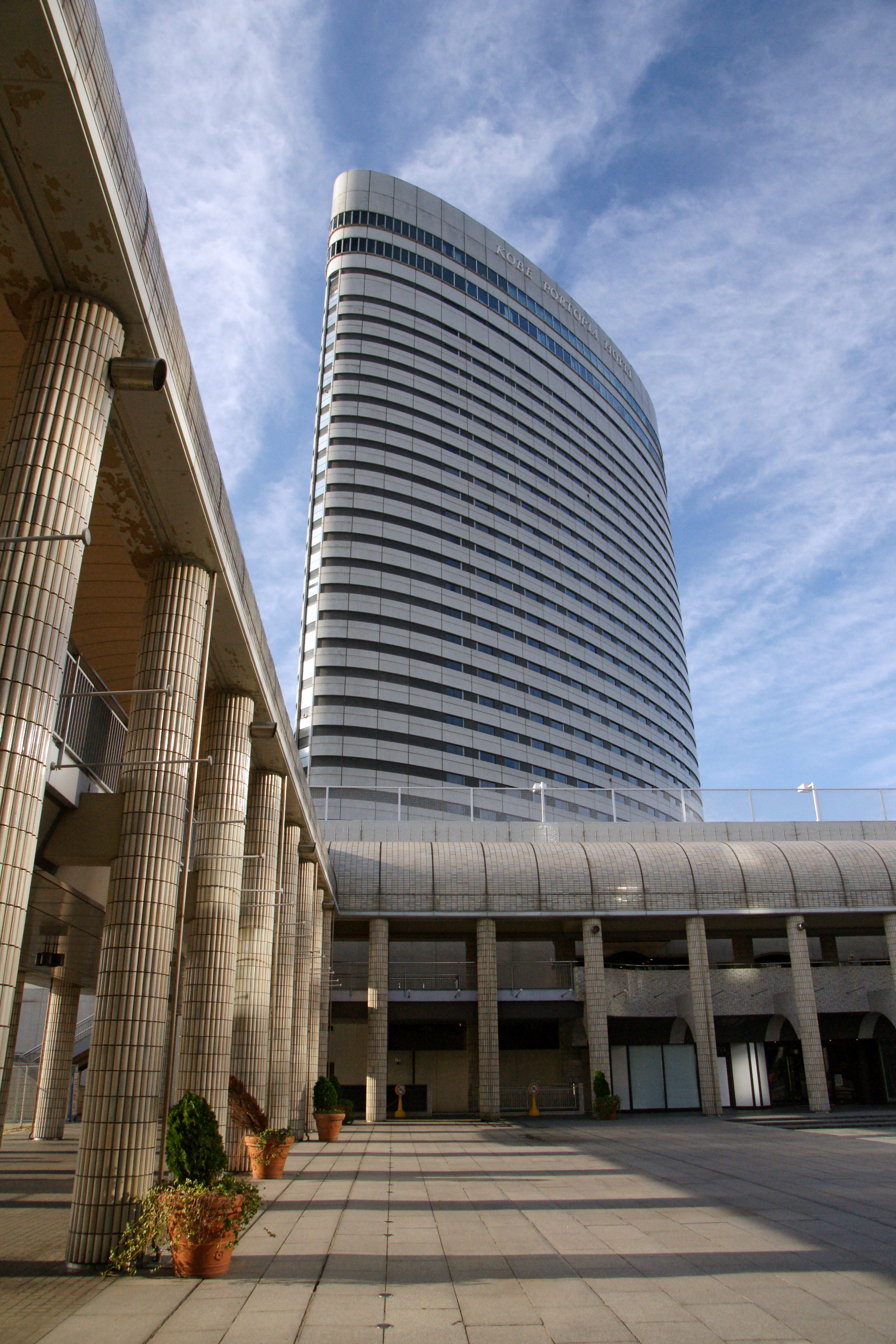
ポートピアホテル

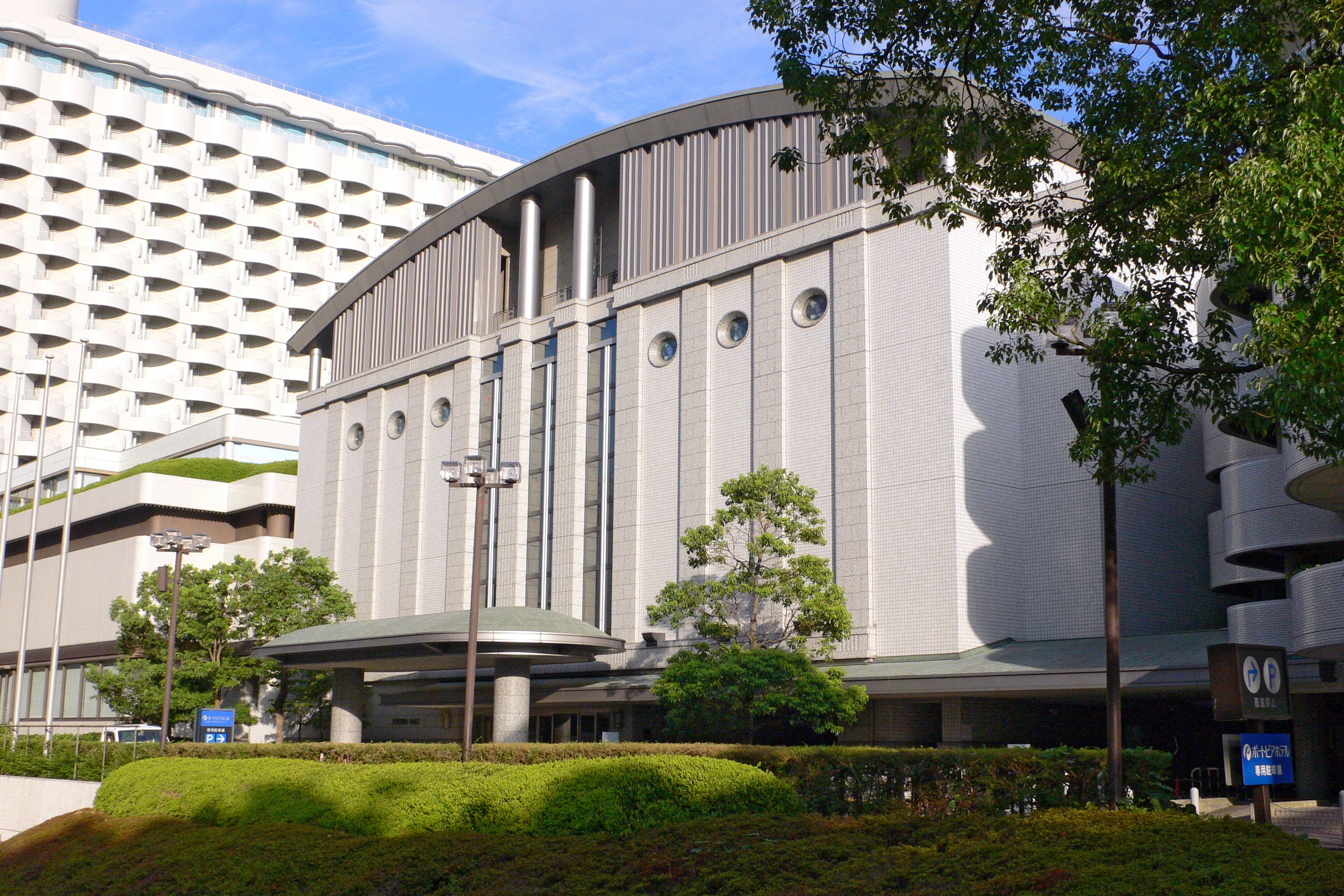
ポートピアホール

### コンベンション西エリア
- 神戸国際展示場
- ワールド記念ホール ― 国際級室内陸上競技開催可能な最大10,000人収容の多目的ホール

### コンベンション東エリア
- 神戸国際交流会館
  - 神戸国際会議場 ― メインホール（692席）、国際会議室（360席）など大小21の会議室
- 神戸商工会議所
  - 神戸商工会議所会館 ― 2つのイベントホールと7つの会議室
- ポートピアホテル ― 3,000席の宴会場など、40の会議室・レセプションホール
  - ポートピアホール ― 1,702席の劇場形式の国際会議場
- アリストンホテル神戸
- ホテルパールシティ神戸

## 交通アクセス
- 神戸新交通ポートアイランド線（ポートライナー） 市民広場（コンベンションセンター）駅 直結
- 山陽新幹線 新神戸駅より、ポートピアホテルシャトルバス（無料）で25分
- JR三ノ宮駅・阪急神戸三宮駅・阪神神戸三宮駅・地下鉄三宮駅より、ポートピアホテルシャトルバス（無料）で15分